# 15-й армейский корпус (Российская империя)
15-й армейский корпус — общевойсковое соединение (армейский корпус) Русской императорской армии. Сформирован 10 апреля 1879 года.

## Состав
До начала войны входил в Варшавский военный округ. Состав на 18.07.1914:
- 6-я пехотная дивизия
  - 1-я бригада
    - 21-й пехотный Муромский полк
    - 22-й пехотный Нижегородский полк

  - 2-я бригада
    - 23-й пехотный Низовский полк
    - 24-й пехотный Симбирский полк

  - 6-я артиллерийская бригада
- 8-я пехотная дивизия
  - 1-я бригада
    - 29-й пехотный Черниговский полк
    - 30-й пехотный Полтавский полк

  - 2-я бригада
    - 31-й пехотный Алексеевский полк
    - 32-й пехотный Кременчугский полк

  - 8-я артиллерийская бригада
- 6-я кавалерийская дивизия
  - 1-я бригада
    - 6-й драгунский Глуховский полк
    - 6-й уланский Волынский полк

  - 2-я бригада
    - 6-й гусарский Клястицкий полк
    - 6-й Донской казачий полк

  - 6-й конно-артиллерийский дивизион
    - 11-я конно-артиллерийская батарея
    - 12-я конно-артиллерийская батарея
- 15-я кавалерийская дивизия
  - 1-я бригада
    - 15-й драгунский Переяславский полк
    - 15-й уланский Татарский полк

  - 2-я бригада
    - 15-й гусарский Украинский полк
    - 3-й Уральский казачий полк

  - 10-й конно-артиллерийский дивизион
- 15-й мортирно-артиллерийский дивизион
- 15-й сапёрный батальон
- 3-я искровая рота

## Боевой путь

### XV-й корпус в сражениях в Восточной Пруссии в 1914—1915 гг.
Корпус отличился в сражении у Орлау - Франкенау.
10/23 августа 1914 года был получен приказ по 2-й русской армии о выдвижении XV корпуса в район Ликузен — Зеелезен. 10/23 августа XV корпус выступил из района Нейденбурга четырьмя колоннами побригадно. Неожиданно у Орлау en:Orłowo, Nidzica County — Франкенау de:Frąknowo корпус встретил упорное сопротивление :
 позиция «Орлау — Франкенау» была занята шестью немецкими полками при 16 батареях (37-я пехотная дивизия и 70-я ланд. бригада). Имея на своей стороне даже небольшое превосходство в числе батарей (16 против 14 русских) и большую дальнобойность, немцы сильным артиллерийским огнем препятствуют нашему развертыванию и приближению к их позиции 
.
Командир XV-го корпуса Генерал Мартос решает утром 11/24 августа атаковать противника. Осуществляя замысел, Мартос приказывает войскам ночью, скрытно подойти возможно ближе к неприятельской позиции и на рассвете, не ожидая артподготовки, атаковать неприятеля. Войска корпуса точно выполнили поставленную задачу : в «темноте подошли вплотную к неприятельской укреплённой позиции и на рассвете дружно и стремительно атаковали её» .
 Немцы видимо не ожидали удара и после упорного сопротивления в укреплениях стали в беспорядке из них отступать, бросая раненых. Все поле сражения было покрыто трупами убитых людей и лошадей, предметами снаряжения, ружьями, брошенными повозками, среди которых было несколько попорченных автомобилей. 2-й бригадой 6-й дивизии было взято два орудия и несколько пулеметов. Кроме того, было взято в плен несколько офицеров и около сотни солдат. Немецкие офицеры ожидали, как их предупреждали свыше, что их немедленно расстреляют, и были в восторге, узнав, что их жизни не угрожает опасность. Неприятельская позиция оказалась очень сильно укрепленной и оборонялась несколькими пехотными полками с полевой и тяжелой артиллерией. Отступление немцев было так стремительно, что до крайности утомленные войска корпуса (с 4/17 августа прошли около 120 верст) не могли их преследовать на далекое расстояние 
.
XV корпус понёс потери : убито 3 командира полка, 3000 нижних чинов, а также несколько батальонных командиров и офицеров. Утром 13/26 августа XV корпус тремя колоннами двинулся в направлении на линию Алленштайн — Остероде. К 1-му часу дня корпус занял линию Шведрих pl:Swaderki-Надрау pl:Nadrowo-Ваплиц pl:Waplewo (wieś w powiecie olsztyńskim). Город Хохенштейн был занят без боя бригадой 8-й пехотной дивизии. В районе Мюлена 6-й пехотной дивизии противник оказал упорное сопротивление. Из донесений воздушной разведки выяснилось, что между озёрами Мюлен pl:Mielno (jezioro na Pojezierzu Olsztyńskim) и Дамерау en:Great Dąbrowa тянется сильно укреплённая позиция XX немецкого корпуса с большим числом батарей. Генерал Мартос решает приостановить движение корпуса и разбить противника. Для этого, он в течение ночи с 13/26 на 14/27 августа разворачивает фронт корпуса более чем на 45 градусов и утром 14/27 августа переходит в наступление :
 XV корпус дрался теперь фронтом на запад между Дребниц pl:Drwęck и Мюлен en:Mielno, Warmian-Masurian Voivodeship . Противник оказывал упорное сопротивление. Прибывшая после полудня от Стабиготена de:Stawiguda бригада XIII-го корпуса была направлена от Хохенштейна на Дребниц с задачей охватить с севера левый фланг противника (задача не выполнена см. 13 армейский корпус). Около 4-х часов дня командир корпуса отдал приказ об общей атаке. Части XV-го корпуса, неся большие потери, перешли на всем фронте в энергичное наступление. Около 7-ми часов вечера русским удаётся временно захватить в свои руки сильно укреплённый Мюлен 
.
К югу XV корпуса уступом за его левым флангом двигалась 2-я пехотная дивизия XXIII русского корпуса. К вечеру 13/26 августа дивизия должна была достигнуть шоссе Рейхенау (en:Rychnowo, Warmian-Masurian Voivodeship) — Хохенштайн. Две бригады дивизии предприняли «решительное» наступление на фронт главных сил XX немецкого корпуса. В результате, попав под жесточайший огонь во много раз превосходящей артиллерии противника, бригады отошли с большими потерями. Командующий XXIII русского корпуса генерал Кондратович, видя безрассудность движения в сторону шоссе, делает все возможное, чтобы исправить ошибку штаба 2-й армии, оставившего Нейденбург совершенно открытым с запада и наносит контр удар. 14/27 августа 1 -я бригада 2-й пехотной дивизии перешла в наступление в тыл левого фланга немцев в районе Ваплиц. Более 1000 пленных, много орудий и гаубиц оставил противник. В результате доблестной, совместной борьбы частей XV русского корпуса и 2-й пехотной дивизии XXIII русского корпуса была разбита 41-я немецкая дивизия (Битва у Ваплиц de:Gefecht von Waplitz) . Генерал Людендорф в своих воспоминаниях отмечал, что "41-я пехотная дивизия была атакована у Ваплиц и отброшена. Она очень серьёзно пострадала. Она находилась теперь к западу и очень опасалась возможности неприятельской контратаки». В ночь на 15/28 августа генерал Мартос понял, что немцы не успокоятся и с рассветом предпримут прорыв по лощине (у Надрау). С целью разбить врага, генерал Мартос приказал инспектору артиллерии сгруппировать ближайшие батареи и мортирный дивизион для обстрела лощины. Бригаду генерала Новицкого перетянул на левый фланг.
 С первым рассветом немцы (головной полк 3-й резервной дивизии генерала Курта фон Моргена) повели стремительную атаку в направлении лощины но были встречены ураганным огнём нашей артиллерии, шрапнель которой и, в особенности, мортирного дивизиона вырывала целые ряды из густых и стройных колонн. Немецкая пехота, успевшая прорваться по лощине, была атакована бригадой полковника Новицкого и большею частью уничтожена штыками, частью же попала в плен (1 штаб-офицер, 17 обер-офицеров и около 1.000 солдат). Прорыв был ликвидирован около 9 часов утра 
.
Утром 15/28 августа в расположение XV корпуса прибыл командующий 2 армией генерал Самсонов. К штабу корпуса и к изумлённому Самсонову подходила стройно, как на параде, колонна немецких пленных с офицерами впереди : итог ночного сражения. Самсонов обнял Мартоса и сказал, что только вы сможете спасти армию. Однако, части XV корпуса вели бой уже 3-й день и были до крайности измотаны . Во второй половине дня 15/28 августа XV корпус в полном порядке начал свой отход. Противник, получив «жестокий урок» у Нардау, атаковать не решался. Доблесть русских войск и искусство строевых начальников, генерала Мартоса, делают все, чтобы отсрочить катастрофу и дать шанс командованию войсками Северо-Западного фронта оказать немедленную помощь центральным корпусам 2-й русской армии. Однако, Главнокомандующий войсками Северо-Западного фронта генерал Жилинский медлил с принятием каких-либо решений. 16/29 августа 6-я пехотная дивизия XV русского корпуса подошла к Лана de:Łyna (Ort) и
развернулась у Грюнфлиса pl:Napiwoda фронтом на Найденбург. Штаб корпуса, следовавший по направлению к Нейденбургу, попал под шрапнельный огонь. Генерал Мартос с двумя казаками и одним офицером продолжили движение на юг, ориентируясь по звездам. Поздно вечером 16/29 августа генерал был пленён у деревни Винцковен pl:Więckowo. Командир 1-го немецкого корпуса генерал Франсуа отлично понимал, что для блокирования центральных корпусов 2-й русской армии операционная линия 1 — го немецкого корпуса должна идти не на Лана, а на Нейденбург. Утром 15/28 августа он "направляет освободившуюся к этому времени у Сольдау 1-ю дивизию, подчинив ей отряд Шметау, прямо на Нейденбург. Оставляет 2-ю пехотную дивизию на направлении к Лана, которая в районе Ронтцкен de:Rączki (Nidzica) ведёт бой против одного русского Лейб-гвардии Кексгольмского полка. Вечером 15/28 августа Нейденбург был занят немцами . Тотчас после освобождения города, генерал Франсуа выдвинул отряд Шметау для занятия Мушакен de:Muszaki. Тем самым, захватив шоссе Найденбург — Вилленберг, он отрезал пути отступления центральным корпусам 2-й русской армии. Корпуса ждали встречных действий командующего войсками Северо-Западного фронта по деблокированию. Медлительность генерала Жилинского привела к тому, что только вечером 16/29 августа из Млавы для спасения центральных корпусов 2 -й армии в направлении к Нейденбургу выступил сборный отряд под общим командованием генерала Сирелиуса  (назначен командиром I-го русского корпуса) в составе двух полков 3-й гвардейской дивизии, 7-ми батальонов с 6-ю батареями. Кроме этого, отряду была придана бригада 6-й кавалерийской дивизии. Днём 17/30 августа войска генерала Сирелиуса заняли Нейденбург.
 Если бы наступление на Нейденбург отряда генерала Сирелиуса совершилось бы утром предыдущего дня, оно совпало бы с боем частей XV-го корпуса и 2-й пехотной дивизии у Грюнфлиса pl:Napiwoda и Лана de:Łyna (Ort). Несомненно, результатом было бы спасение частей генерала Мартоса и генерала Клюева, а, может быть, и окружение частей I-го германского корпуса, торопливо продвинувшихся по шоссе Нейденбург-Мушакен-Вилленберг de:Wielbark
.
Командир 8-й пехотной дивизии генерал Фитингоф принял командование XV корпусом. Он приказал войскам остановить наступление немцев из Наденбурга и обеспечить отход XIII корпуса. Однако, создавшаяся дезорганизация в управлении (штаб корпуса отсутствовал) отразилась на устойчивости войск: дивизии начали отход в район Комузина pl:Koniuszyn. Вечером 18/31 августа генерал Сирелиус получил приказ Жилинского об отступлении «в независимости от достигнутых успехов». Военный историк Головин Н. Н. отмечал, что нажим генерала Сирелиуса в районе Мушакена «спас бы ещё многих героев, пытавшихся выйти из леса». В то же время Великий князь Николай Николаевич, обладавший стальной волей и полководческим даром, назначенный Царём на должность Верховного Главнокомандующего Русской Армии, был фактически (до 16/29 августа 1914 года) устранён от вмешательства в действия Жилинского . Новое Положение «О полевом управлении войск», написанное с учётом вступления Царя в должность Верховного, вносило существенные ограничения на деятельность последнего: Главнокомандующий попадал в «зависимость от Военного министра Сухомлинова и командующих фронтами».
Корпус - участник Таневского сражения (18—25 июня 1915 г.), Люблин-Холмского сражения (9—22 июля 1915 г.) и Любартовского сражения (5—8 августа 1915 г.).

## Командиры
- 10.04.1879 — 20.06.1887 — генерал-лейтенант (с 15.05.1883 генерал от инфантерии) Шатилов, Павел Николаевич
- 18.07.1887 — 09.04.1889 — генерал-лейтенант Белокопытов, Сергей Дмитриевич
- 09.04.1889 — 29.07.1890[28] — генерал-лейтенант Раух, Оттон Егорович
- 14.08.1890 — 03.11.1893 — генерал-лейтенант Миркович, Александр Фёдорович
- 03.11.1893 — 14.11.1894 — генерал-лейтенант Столетов, Николай Григорьевич
- 14.11.1894 — 29.05.1899 — генерал-лейтенант (с 06.12.1898 генерал от кавалерии) Бороздин, Георгий Александрович
- 01.10.1899 — 13.03.1901 — генерал-лейтенант (с 01.01.1901 генерал от инфантерии) граф Комаровский, Дмитрий Егорович
- 19.03.1901 — 30.06.1907 — генерал-лейтенант (с 06.06.1907 генерал от инфантерии) Вейс, Константин Александрович
- 30.06.1907 — 11.04.1909 — генерал-лейтенант Мартсон, Фёдор Владимирович
- 11.04.1909 — 20.02.1911 — генерал-лейтенант Клауз, Павел Фёдорович
- 28.12.1911 — 29.08.1914 — генерал-лейтенант (с 03.05.1913 генерал от инфантерии) Мартос, Николай Николаевич
- 31.10.1914 — 16.01.1917 — генерал-лейтенант (с 06.12.1916 генерал от инфантерии) фон Торклус, Фёдор-Эмилий-Карл Иванович
- 16.01.1917 — 12.09.1917 — генерал-лейтенант Одишелидзе, Илья Зурабович
- 22.10.1917 — хх.хх.хххх — генерал-лейтенант Бутчик, Михаил Михайлович